# Ejido la Guayana
Ejido la Guayana är en ort i Mexiko.   Den ligger i kommunen Jesús María och delstaten Aguascalientes, i den centrala delen av landet, 400 km nordväst om huvudstaden Mexico City. Ejido la Guayana ligger 1 897 meter över havet och antalet invånare är 1 028.
Terrängen runt Ejido la Guayana är en högslätt. Runt Ejido la Guayana är det tätbefolkat, med 459 invånare per kvadratkilometer. Närmaste större samhälle är Aguascalientes, 10,9 km söder om Ejido la Guayana. Trakten runt Ejido la Guayana består till största delen av jordbruksmark.